# Schlacht von Monte Castello

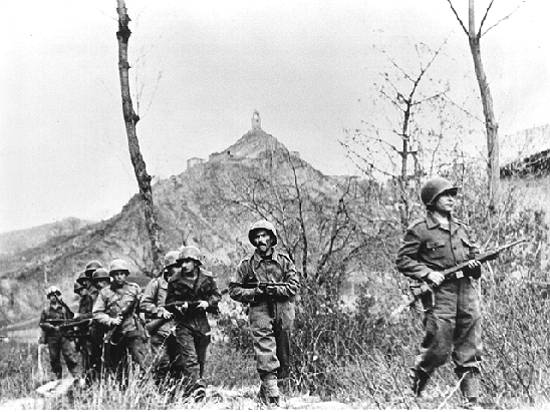
Brasilianische Soldaten in Monte Castello.

Die Schlacht von Monte Castello wurde im deutsch besetzten Italien vom 25. November 1944 bis zum 12. Februar 1945 geführt.
Beteiligt waren auf alliierter Seite das Brasilianische Expeditionskorps FEB, auf Seite der Achsenmächte die deutsche Wehrmacht. Die Schlacht wird als die härteste Schlacht im Italienfeldzug betrachtet, an der brasilianische Kräfte teilnahmen.
Die Wehrmacht hielt eine Linie entlang Monte Belvedere – Monte Castello – Monte della Torraccio Ridge im Renotal nahe Bologna. Das Grenadierregiment 1043 der 232. Infanterie-Division hielt den Monte Castello-Reno Sektor gegenüber den Brasilianern.
Die FEB war Teil der Task Force 45. Am 24. November begann die FEB einen drei Tage andauernden Angriff, der fehlschlug, wobei 34 Soldaten fielen und 153 verwundet wurden. Am 29. November griff die FEB erneut erfolglos mit drei Bataillonen und zusätzlicher Unterstützung von Artillerie und Panzern an. In den folgenden sechs Tagen wurden die Wehrmachtsstellungen mit Artillerie und Flugzeugen angegriffen. Am 12. Dezember startete die FEB einen Überraschungsangriff, aber die US-Artillerie gefährdete den Angriff und er kam zum Stillstand. Beide Seiten hielten während des Winters. Im Februar eroberte die neue 10. US-Gebirgsdivision mit Unterstützung der FEB die vorderen deutschen Verteidigungslinien. Am 21. Februar griff die FEB an und eroberte die restlichen Stellungen.
An der Schlacht nahm u. a. der spätere brasilianische Feldmarschall Waldemar Levy Cardoso teil.